# Tensor de Killing-Yano
En Geometria riemanniana, un tensor de Killing-Yano és una generalització del concepte de vector de Killing a un tensor de dimensió superior. Van ser introduïts l'any 1952 per Kentaro Yano. Un tensor antisimètric d'ordre p {\displaystyle f_{a_{1}a_{2}...a_{p}}}és anomenat de Killing-Yano quan verifica l'equació:
{\displaystyle D_{b}f_{ca_{2}...a_{p}}+D_{c}f_{ba_{2}...a_{p}}=0\,}
Aquesta equació difereix de la generalització habitual del concepte de vector de Killing a tensors d'ordre superior, anomenats tensors de Killing pel fet que la derivada covariant D és simetritzada amb un únic índex del tensor i no amb la seva totalitat, com és el cas per als tensors de Killing.

## Tensors de Killing-Yano trivials
Tot vector de Killing és un tensor de Killing d'ordre 1 i un tensor de Killing-Yano.
El tensor completament antisimètric (anomenat tensor de Levi-Civita) {\displaystyle \epsilon _{a_{1}a_{2}...a_{n}}}, on n és la dimensió de la varietat, és un tensor de Killing-Yano, amb derivada covariant sempre nul·la.

## Construcció dels tensors de Killing a partir dels tensors de Killing-Yano
Existeixen diverses maneres de construir els tensors de Killing (simètrics) a partir dels tensors de Killing-Yano. Primerament, es poden obtenir dos tensors de Killing trivials a partir de tensors de Killing-Yano :
- A partir d'un tensor de Killing-Yano d'ordre 1 {\displaystyle \xi _{a}}, es pot construir un tensor de Killing {\displaystyle K_{ab}} d'ordre de 2 segons

{\displaystyle K_{ab}=\xi _{a}\xi _{b}}
- A partir del tensor completament antisimètric{\displaystyle \epsilon _{a_{1}a_{2}...a_{n}}} {\displaystyle \epsilon _{a_{1}a_{2}...a_{n}}}{\displaystyle \epsilon _{a_{1}a_{2}...a_{n}}}, es pot construir el tensor de Killing trivial{\displaystyle \epsilon _{a_{1}a_{2}...a_{n}}}

{\displaystyle K_{ab}=\epsilon _{ba_{2}...a_{n}}\epsilon ^{a_{2}...a_{n}c}g_{ca}=-6g_{ab}}
De manera més interessant, a partir de dos tensors de Killing-Yano d'ordre 2 {\displaystyle A_{ab}} i {\displaystyle B_{ab}}, es pot construir el tensor de Killing d'ordre 2 {\displaystyle K_{ab}} segons
{\displaystyle K_{ab}=g^{cd}\left(A_{ac}B_{db}+B_{ac}A_{db}\right)}
A partir d'un tensor de Killing-Yano d'ordre n-1, {\displaystyle A_{a_{2}...a_{n}}}, es pot construir el vector associat al sentit d'Hodge (veure Dualitat d'Hodge),
{\displaystyle A^{a}=\epsilon ^{aa_{2}...a_{n}}A_{a_{2}...a_{n}}}
Del fet que el tensor {\displaystyle A_{a_{2}...a_{n}}} és de Killing-Yano, el vector A no és Killing-Yano, però obeeix l'equació.
{\displaystyle D_{a}A_{b}={\frac {1}{n}}g_{ab}D_{c}A^{c}}
Aquesta propietat permet construït un tensor de Killing {\displaystyle K_{ab}} a partir de dos vectors com aquests, definit per:
{\displaystyle K_{ab}=A_{a}B_{b}+A_{b}B_{a}-2A^{c}B_{c}g_{ab}}
Tota combinació lineal de tensors de Killing-Yano és igualment un tensor de Killing-Yano

## Propietats
Un cert nombre de propietats dels espaitemps quadridimensionnels implides en els tensors de Killing-Yano han estat exposades per C. D. Collinson i H. Stephani al voltant dels anys 1970. · 
- Si un espaitemps admet un tensor de Killing-Yano no degenerat, llavors aquest pot escriure's sota la forma

{\displaystyle A_{ab}=X(l_{a}k_{b}-k_{a}l_{b})+iY(m_{a}{\bar {m}}_{b}-{\bar {m}}_{a}m_{b})}
on k, l, m i {\displaystyle {\bar {m}}} formen una tètrade i les funcions X i Y obeeixen un cert nombre d'equacions diferencials. A més, el tensor de Killing-Yano va obeeix la relació següent amb el tensor de Ricci: · 
{\displaystyle R_{a}^{c}A_{cb}+R_{b}^{c}A_{ca}=0}
- Les solucions a les equacions d'Einstein en el buit i de tipus D en la classificació de Petrov admeten un tensor de Killing i un tensor de Killing-Yano, tots dos d'ordre 2 i regits per la fórmula de més amunt.[3] · [4]

- Si un espaitemps admet un tensor de Killing-Yano d'ordre 2 degenerat {\displaystyle A_{ab}}, llavors aquest s'escriu segons la forma:

{\displaystyle A_{ab}=k_{a}p_{b}-p_{a}k_{b}}
on k és un vector de Killing de gènere llum. El tensor de Weyl és en aquest cas de tipus N segons la classificació de Petrov, i k és el seu vector net no trivial. A més, a compleix la relació donada més amunt amb el tensor de Riemann. · 
- Si un espaitemps admet un tensor de Killing-Yano d'ordre 3, llavors si el vector associat per dualitat de Hodge és un vector de gènere llum constant, llavors l'espai és conformament pla.[2] · [4]